# Eupithecia probata
Eupithecia probata là một loài bướm đêm trong họ Geometridae.